# 下北以上 原宿未満
「下北以上 原宿未満」（しもきたいじょう はらじゅくみまん）は藤井フミヤ28枚目のシングル。2006年7月12日にソニー・ミュージックアソシエイテッドレコーズからリリースされた。

## 概要
前作「君が僕を想う夜」から約8か月振りのシングル。
テレビ朝日系木曜ドラマ『下北サンデーズ』主題歌。石田衣良、堤幸彦及び藤井フミヤによるコラボプロジェクトに端を発し2005年10月から幻冬舎雑誌「Papyrus」に連載されていた石田衣良の小説『下北サンデーズ』が、堤幸彦監督による演出の下、7月に上戸彩を主演に迎えテレビドラマ化が決定。「下北沢の貧乏劇団員が、夢と青春をポジティブに追いかけながら、皆で口ずさめるテーマ曲を」という堤監督のオーダー通りキーワード「下北」をタイトルにも織り込んだピュアな青春ソングが完成した。
CD初盤はオリジナルステッカーと「2006年全国ツアー（追加公演含）3WAY DELIGHTチケット先行予約案内封入。（本公演9月30日～11月3日／追加公演は10月3日戸田市文化会館～11月17日ZEPP SAPPORO）

## 収録曲
1. 下北以上 原宿未満（4:39）
作詞：藤井フミヤ、作曲：藤井フミヤ・佐橋佳幸、編曲：佐橋佳幸
2. Under the Blue sky（4:07）
作詞：藤井フミヤ、作曲：藤井尚之、編曲：佐橋佳幸
3. 下北以上 原宿未満（Instrumental)（4:38）